# Андрей (Герденев)
Андрей Герденев (ум. 1323 или 1324) — епископ Киевской митрополии Константинопольского патриархата, епископ Тверской и Кашинский.

## Биография
Родился в семье литовского князя Герденя.
В 1264 году принял православие, постригся в монашество и был назначен игуменом Тверского Богородичного монастыря на реке Шоше (или, возможно, тверского Отроча монастыря).
В 1289 году рукоположён в Киеве митрополитом Максимом во епископа Тверского.
В 1290 году освятил в Твери храм в честь Преображения Господня.
В 1293 году по поручению великого князя Владимирского Дмитрия Александровича ездил в Торжок договариваться о мире с братом великого князя Андреем Александровичем.
В 1295 году венчал в Твери великого князя Владимирского и Тверского Михаила Ярославича и Анну, дочь Дмитрия Ростовского.
В 1300 году участвовал в рукоположении архимандрита Феоктиста.
Около 1311 года написал письмо в Константинополь патриарху Афанасию, в котором обвинял только что прибывшего на Русь  Киевского митрополита Петра, в симонии (ставленных пошлинах) и благословении неканонических браков и просил разобрать и решить этот вопрос.
Патриарх для разбора дела отправил в Россию своего представителя. Около 1311 года был собран Переславский собор, на котором представитель патриарха принял сторону митрополита Петра.

Епископа Тверского Андрея и его единомышленников ответы и решение представителя патриарха Афанасия не устроили, и они отправили в Константинополь монаха Тверского Богородичного монастыря Акиндина, по всей видимости, чтобы узнать мнение патриарха. Монах Акиндин прибыл в Константинополь, когда патриархом стал Нифонт I, а патриарх Афанасий I уже умер, не дождавшись решений Переславского собора. Монах Акиндин присутствовал на Поместном соборе, на котором, кроме патриарха Константинопольского Нифонта I, был ещё патриарх Иерусалимский Афанасий III и 36 митрополитов. Монах Акиндин сам обращался с вопросом о ставленных пошлинах к патриарху и получил ответ, согласный с мнением епископа Андрея. От патриарха Нифонта было принесено послание к великому князю Михаилу — «Послание Нифонта патриарха Константина града, к великому князю Михаилу всея Руси», в котором от лица Собора запрещал ставленные пошлины и писал о митрополите Петре: 
Еще же паче горше митрополит творит — мзды емлет от ставления, яко и корчемит есть, продает благодать Святаго Духа.
 Монах Акиндин и сам написал грозное сочинение в обличении симонии «Написание Акиндина, мниха лавры святыя Богородица, к великому князю Михаилу, о поставляющих мзды ради».
 
28 марта 1316 года Андрей ушёл на покой в Шошский монастырь.
Тем не менее Андрей оставался политически влиятельной фигурой: при его посредничестве осенью 1321 года был заключён мирный договор между тверским князем Дмитрием Михайловичем и великим князем владимирским Юрием Даниловичем.
Скончался в 1323 году. Тело Андрея после его кончины по повелению епископа Варсонофия из Богородичного монастыря было доставлено в Тверь и погребено в кафедральном Спасо-Преображенском соборе.
Тверская летопись характеризует Андрея как «святоучительного».